# PxP
PxP (PXP?) è un manga shōjo scritto e illustrato dalla mangaka giapponese Wataru Yoshizumi, vede la luce in Giappone nel 2007, pubblicato sulla ormai defunta rivista Ribon Original appartenente alla casa editrice Shūeisha, in Italia i diritti di pubblicazione sono stati acquistati dalla Panini Comics, in seguito il manga viene pubblicato sulla collana Manga Love (etichetta Planet Manga) nel luglio 2009. Da notare che quasi subito dopo verrà pubblicata un'altra opera della Yoshizumi, cioè Spicy Pink. All'interno del volumetto italiano si trova anche il one-shot Baby It's You.

## Trama
Ci troviamo in Giappone, più precisamente al liceo Seio, dove pare si aggiri un misterioso ladro chiamato "P", per via del biglietto che lascia al termine dei suoi furti (sottocommissione) e dove c'è raffigurata appunto una "p". Il comitato studentesco però non sembra farci troppo caso per via del comportamento strano che tiene questo furfante, infatti è un ladro decisamente atipico! Non ruba denaro o oggetti di valore ma piuttosto comuni palle da baseball e malandate penne stilografiche poco funzionanti. Il problema quindi sembra non sussistere, ma chi punta i piedi per terra in tutta questa storia è Daiki Tomotoshi, studente modello e capo del consiglio studentesco, determinato a smascherare una volta per tutte il delinquente. Al suo fianco c'è Ruri Himeno, vicepresidentessa nonché affascinante ragazza dal portamento elegante, ammirata e lodata da tutti nel liceo. A differenza di Daiki, Ruri non sembra molto convinta nel voler dare la caccia al ladro, anzi è convinta che tutta questa storia presto scemerà nel nulla. Nelle pagine successive verrà spiegato chi è veramente il ladro e che genere di rapporti ha con i clienti che lo contattano.

## Personaggi

### Principali
- Ruri Himeno: Vicepresidentessa del comitato scolastico, nonché ragazza dotata di qualità estetiche e fisiche. Molto agile nei movimenti avendo praticato per parecchi anni (fino alla terza media) ginnastica a livello agonistico, infatti era ritenuta una vera e propria promessa in questo sport, ha lasciato perché a detta sua non le piaceva più. Ha una relazione amorosa con Yuma e col tempo si scoprirà essere lei il ladro famoso. Riuscirà però Ruri a tenere nascosta questa identità?

- Yuma Susa: Fidanzato di Ruri, sebbene lui all'inizio sia restio alle sue dolci provocazioni. Ragazzo dotato di doti intellettuali incredibili, il suo quoziente intellettivo è di 250, possiede un'aula di studio tutta sua (regalatagli dal liceo stesso). Ha un comportamento schivo e solitario, per questo si attira i sospetti della gente su di lui, si scoprirà invece che è grazie a lui se Ruri riesce a mettersi in contatto con i clienti, dato che Yuma è un mago anche nel computer. Riuscirà però Yuma a dichiarare i propri sentimenti a Ruri?

- Daiki Tomotoshi: Presidente del comitato studentesco, ragazzo di forti valori e rispettato da tutti. Anche se a volte è un pochino geloso del ladro. Innamorato di Ruri, cercherà di dimostragli i propri sentimenti senza però ricevere l'esito sperato, infatti la ragazza gli aprirà gli occhi su chi veramente prova qualcosa nei suoi confronti.

- Mustumi Ichinoki: Presidente del club di giornalismo, interessata a casi irrisolti deciderà di saperne di più del ladro misterioso, ragazza arguta e furba smaschererà subito Ruri, non avendo però cattive intenzioni non scriverà chi si nasconde dietro. Amica d'infanzia di Daiki, nutre qualcosa di più che semplice amicizia verso di lui, stringerà  quasi subito una forte amicizia con Ruri Himeno.

### Secondari
- Yumie Mejiro: Ragazza di buona famiglia, dal carattere chiuso e riservato a causa del trauma avuto per la morte di sua madre quando era piccola, ha la matrigna che lavora come infermeria nella stessa sua scuola, scoprirà di lei cose che la lasceranno scioccata. Sarà lei a mettere una trasmittente nell'orsetto nella stanza dell'infermeria per denunciarla e rivelare tutto al padre che ignora chi veramente ha sposato. Ruri gli darà una mano e stringerà con lei una buona amicizia.

- Dottoressa Naito: La responsabile dell'infermeria della scuola, a prima vista tiene un comportamento elegante e affabile, ma la sua vera natura è tutt'altro. Si dimostrerà essere una ninfomane che seduce i propri uomini in un luogo di lavoro, verrò scoperta di nascosto dalla liceale Yumie, che grazie a Ruri riuscirà a farla cacciare dal liceo, ma soprattutto dalla sua vita e da quella del padre. Alla fine si viene a sapere che è stata licenziata in tronco dal preside del liceo.

- Tomoe Nijo: Matricola del primo anno, verrà subito notata per via della sua bellezza, a detta di Mustumi è nella top 3 delle più belle ragazze di tutto il liceo, per questo molto corteggiata dai ragazzi. Nonostante la sua bellezza è una ragazza timida, umile e dolce con il prossimo. Prima si innamorerà di Kazumasa per poi scoprire di nutrire interesse verso un altro ragazzo, cioè Rei Miyagi. La ragazza è molto miope, senza gli occhiali o le lenti a contatto vede veramente poco.

- Rei Miyagi: Innamorato di Tomoe troverà il coraggio dentro di lui per farsi avanti con la ragazza, coglierà l'occasione buona in un concerto quando incontra Tomoe in estrema difficoltà, la aiuterà anche se alla fine sembra che lei a causa della sua miopia non si ricordi per nulla di lui.

- Kazumasa Nakae: È il rivale in amore di Rei, anche a lui piace Tomoe e sarà lui all'inizio a fidanzarsi con lei. Però non durerà molto e la ragazza aprirà gli occhi su chi veramente gli vuole bene.

- Chinami Miyoshi: È la ragazza più grande della storia, infatti frequenta l'università ed è di due anni più grande. Si è sempre distinta per la sua bellezza e i suoi ottimi voti a scuola, per questo Ruri all'inizio si dimostra gelosa nei suoi confronti. Col tempo si scopre che per Susa, Chinami è più che una sconosciuta che cerca di contattare il ladro "p", infatti si scopre che era la sua ex fidanzata, Ruri ha paura del rapporto che lega questa ragazza al suo Susa. Ruri dovrà veramente avete timore? alla fine Susa gli confesserà che per lui l'unica ragazza importante della sua vita è proprio lei!

## Manga
| Nº | Titolo italiano | Data di prima pubblicazione | Data di prima pubblicazione |
| Nº | Titolo italiano | Italiano                    |                             |
| 1  | PxP             | 30 luglio 2009              |                             |